# Mausoleul Eroilor din Comana
Mausoleul Eroilor căzuți în Primul Război Mondial este un monument istoric aflat în curtea Mănăstirii Comana din satul omonim, județul Giurgiu.
În curtea mănăstirii, lângă biserică, se află un edificiu în Lista Monumentelor Istorice sub denumirea de „Mausoleul eroilor căzuți în Primul Război Mondial (Mănăstirea Comana)”, la numărul curent 364, cod LMI GR-II-m-A-14967.06.
În toamna anului 1916, în incinta mănăstirii Comana, trupele germane, aflate sub comanda feldmareșalul Anton Ludwig August von Mackensen, au început amenajarea unui cimitir de campanie, în care au fost înhumați 516 eroi, căzuți în luptele de pe Neajlov, dintre care: români - 417 neidentificați și 4 identificați; germani - 13 neidentificați; bulgari - 51 neidentificați; turci - 31 neidentificați.
În anul 1919 Societatea „Cultul Eroilor” a hotărât construirea unui mausoleu în incinta mănăstirii Comana, pe baza indicațiilor date de marele istoric Nicolae Iorga.
Lucrările la mausoleu au început în anul 1926 și au fost finalizate în anul 1932. Mausoleul, de formă rectangulară, cu dimensiunile H = 4,5 m, L = 14,5 m și l = 6,5 m și acoperișul în două ape, a fost ridicat pe ruinele fostului paraclis al mănăstirii. Fațada principală a osuarului conținea elemente arhitecturale care erau copiate după cele ale mănăstirii Comana: coloanele, arcada și capitelurile. Pictura interioară a fost realizată de către pictorul George Chirovici. Poarta de stejar de la intrarea în mausoleu, realizată din stejar sculptat, măsura 2,60 m x 1,42 m.
Inițial, în criptă au fost depuse osemintele a 564 de eroi, din care 24 identificați, iar 540 neidentificați. Numele militarilor identificați au fost inscripționate pe plăci din marmură, iar la intrarea în mausoleu au fost dăltuite, în marmură albă, câteva versuri ale poetului Mircea Rădulescu:
CEI CE CĂZUT-AU PENTRU ȚARĂ
PE LANUL CÂMPULUI BOGAT 
JERTFIND O’NTREAGĂ PRIMĂVARĂ
NU AU MURIT CI AU ÎNVIAT
Ultima statistică privind numărul eroilor din mausoleu datează din anul 1943, menționându-se că osemintele a 762 de militari au fost depuse în criptă și în firide individuale.
După 2008, conducerea mănăstirii a dorit să transforme Mausoleul într-un paraclis pentru cinstirea eroilor. În acest sens, conducerea mânăstirii a demarat lucrări de îmbunătățire a interiorului mausoleului, spărgând pardoseala acestuia și ajungând la cripta cu osemintele eroilor s-a observat în mausoleu se infiltrase apa și era multă umezeală. Lucrările au fost întrerupte odată cu sesizarea poliției.
În 2011 edificiul a intrat într-un amplu proces de restaurare, odată cu restaurarea mânăstirii ce-l găzduiește; s-a reușit acest fapt printr-un proiect cofinanțat de Uniunea Europeană în cadrul Programului Operațional Regional, iar lucrările de restaurare au durat aproape patru ani. Proiectul de restaurare a fost selectat în cadrul Programului Operațional Regional și cofinanțat de Uniunea Europeană prin Fondul European de Dezvoltare Regională, Axa prioritară 5 – Dezvoltarea durabilă și promovarea turismului Domeniul major de intervenție 5.1 – Restaurarea și valorificarea durabilă a patrimoniului cultural, precum și crearea/ modernizarea infrastructurilor conexe.